# 翟兆麟 (民國人物)

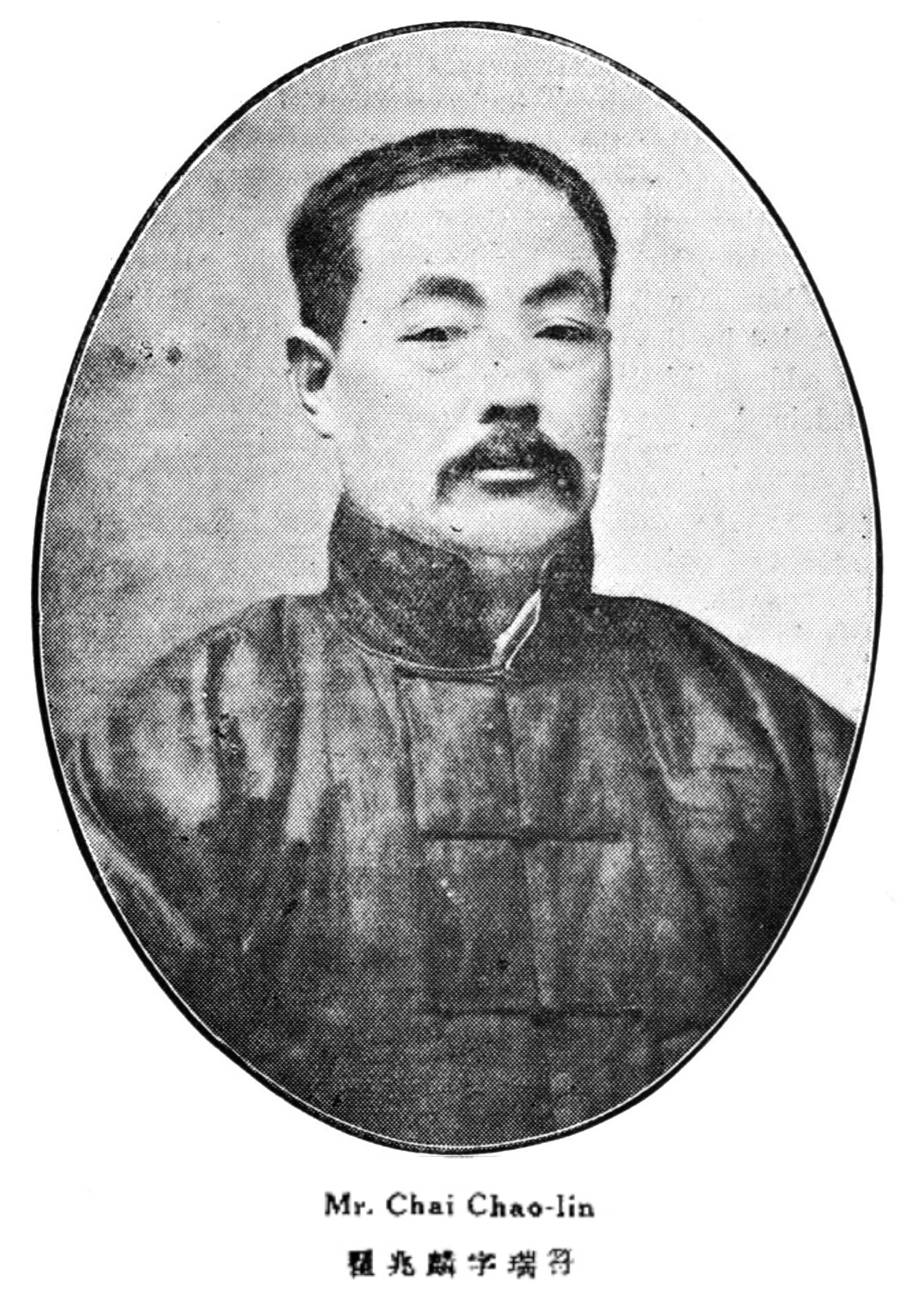
翟兆麟

翟兆麟（1870年—1942年），字瑞符，天津人，清朝及中华民国铁路工程师。

## 生平
1870年2月22日出生于天津灰堆镇黄家庄。1893年毕业于天津北洋武备学堂铁路工程班，与柴俊畴等人是同学，都是铁路工程班的首届毕业生。当时的铁路工程班约有20名学生，系统学习了铁路工程及行车运输知识。翟兆麟毕业后便到京奉铁路担任见习工程司。1897年转到卢保铁路担任测绘工作。1900年任京奉铁路工程司。
京张铁路开始筹建后，多名当年天津北洋武备学堂铁路工程班毕业生被派去参与京张铁路勘测和修筑，其中有陈西林、俞人凤、翟兆麟和柴俊畴等。詹天佑在《京张铁路工程纪略》中写道：“本路工程始终出力各员为：正工程司颜君德庆、陈君西林、俞君人凤、翟君兆麟，工程司柴君俊畴、张君鸿诰、苏君以昭、张君俊波，余繁不及备载。”
在京张铁路勘测阶段，詹天佑、陈西林、张鸿诰、徐文炯先详细定线，将整条线路划分成3段，分别派工程司勘测。邝孙谋、俞人凤和柴俊畴主要负责第一段柳村至南口的勘测。颜德庆、陈西林、张鸿诰和苏以昭负责第二段南口至岔道城的勘测，该段是京张铁路最难修的地段，关沟段就在其中。翟兆麟和山海关北洋铁路官学堂毕业生刘锜、李鸿年和耿瑞芝负责第三段岔道城至张家口的勘测，该段中的鹞儿梁山峭坡陡，修筑难度不下于关沟段，詹天佑曾亲自参与此处的选线比对。京张铁路最长的钢桥怀来河大桥位于康庄与张家口之间，是长210多米的七孔钢桥，由詹天佑勘测设计，翟兆麟具体设计和施工。京张铁路先后共修4条支线，京门支线和鸡鸣驿煤矿支线均是为煤炭运输而建，鸡鸣驿煤矿支线也是由翟兆麟勘测。1909年，翟兆麟率员对岔道城至张家口段进行复测。同年10月15日，以副工程司分省试用同知，升知府分省补用。
1909年京张铁路竣工后，开始展筑张绥铁路。翟兆麟随即参与张绥铁路的修筑，完成了线路复勘。1911年11月，张绥铁路通车至山西省境内的阳高，但因辛亥革命而停工，1914年通车至大同，1921年通车至绥远。1914年，翟兆麟主持修筑大同至丰镇段铁路。1918年7月至9月参与宣化支线初测。中华民国初期，翟兆麟曾任京绥铁路总工程司兼工务处长（1918年）等职。据1919年1月编的《京绥线职员录》记载，翟兆麟当时任京绥铁路总工程司兼工务处处长。后来他曾任津浦路局总工程司。翟兆麟于1942年冬在天津逝世，享年72岁。
1962年，其子翟维灏将父亲翟兆麟用过的有其英文签名 “C. L. Chai”的比例尺捐赠给青龙桥詹天佑陈列室，1983年拨交铁道部科学技术馆，1987年拨交中国铁道博物馆詹天佑纪念馆，被定为国家二级文物。

## 家族
配偶王凤仪，长子翟维沣（土木工程建筑专家，铁路桥梁设计专家），二子翟维津，三子翟维灏（土木工程建筑设计专家），长女翟维清，二女翟维濂，三女翟维湘